# 7346 Boulanger
Boulanger (asteróide 7346) é um asteróide da cintura principal, a 2,6417636 UA. Possui uma excentricidade de 0,0813877 e um período orbital de 1 781,29 dias (4,88 anos).
Boulanger tem uma velocidade orbital média de 17,56353346 km/s e uma inclinação de 3,18185º.
Este asteróide foi descoberto em 20 de Fevereiro de 1993 por Eric Elst.